# Ärzte (Fernsehreihe)
Ärzte ist eine in den Jahren 1993 bis 1999 produzierte deutsch-österreichische Arztreihe. Die Ausstrahlung in Deutschland erfolgte im Abendprogramm meist mittwochs um 20.15 Uhr.

## Hintergrund
Die Reihe war ein Versuch der ARD, das erfolgreiche Konzept der Krimireihe Tatort auf den medizinischen Sektor zu übertragen. Sieben verschiedene Regionalsender produzierten ihre eigenen Folgen mit eigenen Ärzteteams, Schauplätzen und Autoren. Hinzu kamen weitere Folgen des österreichischen ORF. Insgesamt wurden vom BR, MDR, NDR, WDR HR, SWF und SFB sowie dem ORF sieben Staffeln produziert. Typischerweise bestand eine Staffel aus vier bis sieben Folgen. Die Produktion wurde im Jahr 1999 aufgrund mangelnder Zuschauerresonanz eingestellt.

## Konzept
Die Ärzte der einzelnen Sendeanstalten gehen in den jeweiligen Folgen nicht nur ihrem aufreibenden Beruf nach, sie haben auch genug private Probleme und Sorgen, mit denen sie fertigwerden müssen.
In den Episoden des BR kommen die Gynäkologen Dr. Wolfgang Schwarz (Friedrich von Thun) und Dr. Margarethe Martin (Senta Berger) zum Einsatz. Protagonist des WDR ist Sportarzt Conny Knipper (Dietmar Bär). Der NDR wird vertreten durch den Hamburger Internisten Dr. Konrad Vogt (Sven-Eric Bechtolf). Der MDR beschäftigt den Chirurgen Dr. Heinrich Klein (Uwe Kockisch), die Dresdner Anästhesistin Katrin Klein (Suzanne von Borsody) und die Assistenzärztin Lena Walter (Katharina Abt). Für den SWF sind die Kinderärztin Leah Schönfeld (Simone Thomalla) in Karlsruhe und die aus Indien zurückkehrende Allgemeinmedizinerin Dr. Karla Fasching-Spiehweg (Rosel Zech) im Schwarzwalddorf Reichenthal tätig. Für den HR wirkt die Notärztin Dr. Andrea Löbach (Sabina Trooger), für den ORF der Gynäkologe Dr. Helmut Singer (Fritz Egger) und für den SFB der Professor für Kinderheilkunde Dr. Peter Häusler (Winfried Glatzeder).
An den einzelnen Schauplätzen kommt auch das jeweilige Lokalkolorit nicht zu kurz.

## Hauptdarsteller und Rollen (Auswahl)
| Schauspieler            | Rolle                       | Sender |
| ----------------------- | --------------------------- | ------ |
| Katharina Abt           | Lena Walter                 | MDR    |
| Dietmar Bär             | Conny Knipper               | WDR    |
| Sven-Eric Bechtolf      | Dr. Konrad Vogt             | NDR    |
| Senta Berger            | Dr. Margarethe Martin       | BR     |
| Edgar M. Böhlke         | Alexander Martin            | BR     |
| Birke Bruck             | Frau Ellerbrock             | NDR    |
| Fritz Egger             | Dr. Helmut Singer           | ORF    |
| Winfried Glatzeder      | Prof. Peter Haeusler        | SFB    |
| Antje Hagen             | Schwester Karin             | NDR    |
| Max Herbrechter         | Dr. Korbacher               | NDR    |
| Nina Hoger              | Kea Biebert                 | WDR    |
| Joachim Kemmer          | Michael Steinbach           | BR     |
| Dieter Kirchlechner     | Prof. Seifert               | SWF    |
| Uwe Kockisch            | Dr. Heinrich Klein          | MDR    |
| Matthias Ponnier        | Paul Schönfeld              | SWF    |
| Erika Skrotzki          | Frau Boos                   | BR     |
| Simone Thomalla         | Leah Schönfeld              | SWF    |
| Friederike Tiefenbacher | Dr. Kramberg                | NDR    |
| Sabina Trooger          | Dr. Andrea Löbach           | HR     |
| Suzanne von Borsody     | Dr. Katrin Klein            | MDR    |
| Nicki von Tempelhoff    | Kalli                       | NDR    |
| Friedrich von Thun      | Dr. Wolfgang Schwarz        | BR     |
| Konstantin Wecker       | Franz Unterrainer           | BR     |
| Klausjürgen Wussow      | Prof. Harrer                | MDR    |
| Rosel Zech              | Dr. Karla Fasching-Spiehweg | SWF    |
| Daniela Ziegler         | Charlotte Marquardt         | BR     |

## Episoden
Aufgrund der vorliegenden noch unvollständigen Filmdatenbanken muss mit lückenhaften und fehlerhaften Angaben gerechnet werden. Eine vom ORF 1994 oder 1995 ausgestrahlte Folge unter dem Titel Im Rampenlicht fehlt in den Listen der Datenbanken.
| Staffel | Folge | Titel                                            | Sender | Erstausstrahlung   |
| ------- | ----- | ------------------------------------------------ | ------ | ------------------ |
| 1       | 1     | Nachtrunden                                      | HR     | 19. Januar 1994    |
| 1       | 2     | Die Narbe des Himmels                            | MDR    | 26. Januar 1994    |
| 1       | 3     | Sportarzt Conny Knipper – Glühende Kohlen        | WDR    | 2. Februar 1994    |
| 1       | 4     | Der Gutachter                                    | ORF    | 9. Februar 1994    |
| 1       | 5     | Sportarzt Conny Knipper – Giganten               | WDR    | 16. Februar 1994   |
| 2       | 6     | Dr. Schwarz und Dr. Martin – Neuland             | BR     | 30. November 1994  |
| 2       | 7     | Dr. Schwarz und Dr. Martin – Rosenkavaliere      | BR     | 7. Dezember 1994   |
| 2       | 8     | Dr. Schwarz und Dr. Martin – Nahkampf            | BR     | 14. Dezember 1994  |
| 2       | 9     | Dr. Schwarz und Dr. Martin – Höhenflug           | BR     | 21. Dezember 1994  |
| 2       | 10    | Die indische Ärztin – Die Heimkehr               | SWF    | 28. Dezember 1994  |
| 2       | 11    | Die indische Ärztin – Die Hochzeit               | SWF    | 4. Januar 1995     |
| 3       | 12    | Sportarzt Conny Knipper – Sieger und Verlierer   | WDR    | 10. Januar 1996    |
| 3       | 13    | Sportarzt Conny Knipper – Fallobst               | WDR    | 17. Januar 1996    |
| 3       | 14    | Dr. Vogt – Afrika vergessen                      | NDR    | 24. Januar 1996    |
| 3       | 15    | Weiß wie Schnee, rot wie Blut                    | SFB    | 31. Januar 1996    |
| 3       | 16    | Herberge für einen Frühling                      | MDR    | 7. Februar 1996    |
| 3       | 17    | Von Arzt zu Arzt                                 | NDR?   | 14. Februar 1996   |
| 3       | 18    | Schattenzone                                     | HR     | 21. Februar 1996   |
| 4       | 19    | Dr. Schwarz und Dr. Martin – Trennungen          | BR     | 11. September 1996 |
| 4       | 20    | Dr. Schwarz und Dr. Martin – Herztöne            | BR     | 18. September 1996 |
| 4       | 21    | Dr. Schwarz und Dr. Martin – Schicksale          | BR     | 25. September 1996 |
| 4       | 22    | Dr. Schwarz und Dr. Martin – Entscheidungen      | BR     | 9. Oktober 1996    |
| 4       | 23    | Die indische Ärztin – Herzen in Not              | SWF    | 16. Oktober 1996   |
| 4       | 24    | Die indische Ärztin – So lang ich leb’ auf Erden | SWF    | 23. Oktober 1996   |
| 5       | 25    | Dr. Vogt – Neuanfang                             | NDR    | 29. Oktober 1997   |
| 5       | 26    | Dr. Vogt – Beförderung                           | NDR    | 5. November 1997   |
| 5       | 27    | Kinderärztin Leah – Die Entführung               | SWF    | 12. November 1997  |
| 5       | 28    | Kinderärztin Leah – Am seidenen Faden            | SWF    | 19. November 1997  |
| 5       | 29    | Vollnarkose                                      | MDR    | 26. November 1997  |
| 6       | 30    | Kinderärztin Leah – Auf der Flucht               | SWF    | 27. August 1998    |
| 6       | 31    | Kinderärztin Leah – Ein neues Leben              | SWF    | 28. August 1998    |
| 6       | 32    | Hoffnung für Julia                               | MDR    | 9. September 1998  |
| 6       | 33    | Dr. Vogt – Freundschaften                        | NDR    | 22. September 1998 |
| 6       | 34    | Dr. Vogt – Spätschäden                           | NDR    | 30. September 1998 |
| 7       | 35    | Kinderärztin Leah – Kleiner Mensch, großes Herz  | SWF    | 16. Juni 1999      |
| 7       | 36    | Kinderärztin Leah – Auf Messers Schneide         | SWF    | 23. Juni 1999      |
| 7       | 37    | Dr. Vogt – Verhängnisvolle Diagnose              | NDR    | 14. Juli 1999      |
| 7       | 38    | Dr. Vogt – Leben auf dem Spiel                   | NDR    | 21. Juli 1999      |

## Wiederholungen
Später ausgestrahlte Wiederholungen einzelner Episoden erfolgten nicht mehr unter dem Reihentitel Ärzte, sondern den bisherigen Untertiteln Dr. Schwarz und Dr. Martin, Kinderärztin Leah, Sportarzt Conny Knipper, Die indische Ärztin oder Dr. Vogt.